# Communauté d'agglomération du Pays de Laon
Pour les articles homonymes, voir CAPL et CCL.
La communauté d'agglomération du Pays de Laon ou CAPL (anciennement communauté de communes du Laonnois ou CCL) est une structure intercommunale française, située dans le département de l'Aisne et la région Hauts-de-France. 
Bien que centrée sur la ville-préfecture de Laon, son siège est situé sur la commune d'Aulnois-sous-Laon, situé en périphérie nord.

## Historique
La communauté de communes  du Laonnois, créée le 31 décembre 1992 s'est transformée en communauté d'agglomération le 1er janvier 2014,,.
La commune nouvelle de Cessières-Suzy est intégrée le 1er janvier 2019 à la communauté d'agglomération par arrêté préfectoral du 11 décembre 2018, car Cessières est membre de la communauté d'agglomération, mais Suzy fait partie de la communauté de communes Picardie des Châteaux. Les deux communes fondatrices de la commune nouvelle ont opté pour intégrer la communauté d'agglomération. Cette dernière voit sa superficie s'agrandir, mais le nombre de communes membres reste inchangé.

## Territoire communautaire

### Géographie
L'intercommunalité regroupe les 38 communes qui étaient regroupées dans les anciens cantons de Laon-Nord et Laon-Sud

### Composition
La communauté d'agglomération est composée des 38 communes suivantes :

| Nom                       | Code Insee | Gentilé                       | Superficie (km2) | Population (dernière pop. légale) | Densité (hab./km2) |
| ------------------------- | ---------- | ----------------------------- | ---------------- | --------------------------------- | ------------------ |
| Aulnois-sous-Laon (siège) | 02037      | Aulnoisiens                   | 10,01            | 1 366 (2022)                      | 136                |
| Arrancy                   | 02024      | Arrancyens                    | 5,57             | 45 (2022)                         | 8,1                |
| Athies-sous-Laon          | 02028      | Athissiens                    | 15,44            | 2 600 (2022)                      | 168                |
| Besny-et-Loizy            | 02080      | Besnyacois                    | 9,76             | 314 (2022)                        | 32                 |
| Bièvres                   | 02088      | Biévrois                      | 2,64             | 80 (2022)                         | 30                 |
| Bruyères-et-Montbérault   | 02128      | Bruyérois                     | 11,61            | 1 419 (2022)                      | 122                |
| Bucy-lès-Cerny            | 02132      | Bucyois                       | 8,74             | 188 (2022)                        | 22                 |
| Cerny-en-Laonnois         | 02150      | Cerniacois                    | 7,22             | 63 (2022)                         | 8,7                |
| Cerny-lès-Bucy            | 02151      | Cerniacois                    | 3,19             | 113 (2022)                        | 35                 |
| Cessières-Suzy            | 02153      |                               | 20,21            | 796 (2022)                        | 39                 |
| Chambry                   | 02157      | Chambrysiens                  | 8,89             | 831 (2022)                        | 93                 |
| Chamouille                | 02158      | Chamouillois                  | 3,34             | 270 (2022)                        | 81                 |
| Chérêt                    | 02177      | Chérêtois                     | 3,71             | 146 (2022)                        | 39                 |
| Chivy-lès-Étouvelles      | 02191      | Chiviacussiens                | 3,54             | 488 (2022)                        | 138                |
| Clacy-et-Thierret         | 02196      | Clacyacois / Clacythierretois | 4,21             | 294 (2022)                        | 70                 |
| Colligis-Crandelain       | 02205      | Colligiens                    | 6,53             | 212 (2022)                        | 32                 |
| Crépy                     | 02238      | Crépynois                     | 27,7             | 1 807 (2022)                      | 65                 |
| Eppes                     | 02282      | Eppois                        | 7,71             | 438 (2022)                        | 57                 |
| Étouvelles                | 02294      | Étouvellois                   | 2,38             | 207 (2022)                        | 87                 |
| Festieux                  | 02309      | Festéoliens                   | 6,67             | 707 (2022)                        | 106                |
| Laniscourt                | 02407      | Laniscourtois                 | 3                | 213 (2022)                        | 71                 |
| Laon                      | 02408      | Laonnois                      | 42               | 24 066 (2022)                     | 573                |
| Laval-en-Laonnois         | 02413      | Lavalois                      | 4,51             | 248 (2022)                        | 55                 |
| Lierval                   | 02429      | Liervalois                    | 3,77             | 120 (2022)                        | 32                 |
| Martigny-Courpierre       | 02471      | Martignyacois                 | 4,46             | 135 (2022)                        | 30                 |
| Molinchart                | 02489      | Molinchartois                 | 4,47             | 355 (2022)                        | 79                 |
| Mons-en-Laonnois          | 02497      | Montois                       | 4,1              | 1 148 (2022)                      | 280                |
| Montchâlons               | 02501      | Montchâlonais                 | 6,76             | 74 (2022)                         | 11                 |
| Monthenault               | 02508      | Monthenaultois                | 2,94             | 145 (2022)                        | 49                 |
| Nouvion-le-Vineux         | 02561      | Nouvionnais                   | 3,53             | 143 (2022)                        | 41                 |
| Orgeval                   | 02573      | Orgevalais                    | 2,41             | 55 (2022)                         | 23                 |
| Parfondru                 | 02587      | Paillefoins                   | 9,08             | 351 (2022)                        | 39                 |
| Presles-et-Thierny        | 02621      | Preslois                      | 8,33             | 400 (2022)                        | 48                 |
| Samoussy                  | 02697      | Samoussyens                   | 25,04            | 387 (2022)                        | 15                 |
| Vaucelles-et-Beffecourt   | 02765      | Vaucellois                    | 4,03             | 233 (2022)                        | 58                 |
| Veslud                    | 02791      | Vesludois                     | 4,13             | 269 (2022)                        | 65                 |
| Vivaise                   | 02821      | Vivaisois                     | 9,02             | 662 (2022)                        | 73                 |
| Vorges                    | 02824      | Vorgiens                      | 4,78             | 383 (2022)                        | 80                 |

### Démographie
| 1968   | 1975   | 1982   | 1990   | 1999   | 2009   | 2014   | 2020   |
| ------ | ------ | ------ | ------ | ------ | ------ | ------ | ------ |
| 38 743 | 40 860 | 41 099 | 42 094 | 42 349 | 43 475 | 43 383 | 41 853 |

## Organisation

### Siège
La communauté d'agglomération a son siège à Aulnois-sous-Laon, 60 rue de Chambry.

### Élus
La communauté est administrée par un conseil communautaire de conseillers municipaux de chacune des communes membres répartis sensiblement en proportion de leur population, soit, pour la mandature 2014-2020 : 

- 18 délégués pour Laon  ;

- 2 délégués pour Athies-sous-Laon ;

- 1 délégué ou son suppléant pour les autres communes.
Afin de tenir compte des évolutions démographiques et  en l'absence d'accord local, la composition du conseil communautaire est transformée et portée à 75 élus à compter des élections municipales de 2020 dans l'Aisne et devient : 

- 34 délégués pour Laon ; 

- 3 délégués pour Athies-sous-Laon ; 

- 2 délégués pour Bruyères-et-Montbéraut, Crépy ; 

- 1 délégué ou son suppléant pour les autres communes.
À la suite des élections municipales de 2014 dans l'Aisne, le conseil communautaire du 17 avril 2014 a réélu son président, Antoine Lefèvre, sénateur-maire de Laon, ainsi que ses vice-présidents. 
En octobre 2017, le président Antoine Lefèvre est réélu sénateur de l'Aisne, et, contraint par la législation limitant le Cumul des mandats en France, démissionne de ses mandats exécutifs locaux : maire de Laon et président de la communauté d'agglomération. Son successeur, Éric Delhaye, nouveau maire de Laon, est élu en par le conseil communautaire en octobre 2017, ainsi que ses vice-présidents, qui sont, à la fin de la mandature 2014-2020 :
1. Roland Soyeux, alors maire de Samoussy,  chargé des finances et de la mutualisation ;
2. Gérard Dorel, ancien maire Bruyères-et-Montbérault, chargé du tourisme et du musée ;
3. Sylvie Letot, ancienne maire de Vesles-et-Caumont,  chargée de l’aménagement du territoire ;
4. Olivier Josseaux, maire de Chambry, chargé du développement economique et de la troisième révolution industrielle
5. Yvan Lemoine, maire d'Étouvelles, chargé du conservatoire de musique et de danse ;
6. Mathieu Fraise, maire de Vaucelles-et-Beffecourt, chargé du développement local et des politiques contractuelles ;
7. Maxime Keller, maire de Presles-et-Thierny, chargé des transports et de la mobilité ;
8. Yves Brun, maire de Athies-sous-Laon, chargé du développement solidaire ;
9. Franck Demazure, maire de Besny-et-Loizy, chargé du complexe piscine patinoire ;
10. Fabrice Feron, maire de Crépy, chargé des travaux et de l’accessibilité ;
11. Yves Robin, maire puis maire délégué de Guignicourt chargé de l’administration générale et des ressources humaines
12. Anne-Marie Sauvez, élue de Laon, chargée de la politique de l’habitat et des gens du voyage.

À la suite du renouvellement intervenu lors des élections municipales de 2020, le conseil communautaire du 15 juillet 2020 a réélu, pour le mandat 2020-2026, son président, Éric Delhaye, maire de Laon et désigné ses 9 vice-présidents qui sont, :
1. Fabrice Féron, maire de Crépy, chargé aux finances.
2. Maxime Keller, maire de Presles-et-Thierny, chargé aux transports.
3. Sylvie Letot, maire-adjointe de Laon, chargée à l'aménagement du territoire et l'habitat.
4. Olivier Josseaux, maire de Chambry, au développement économique et au numérique.
5. Yves Brun, maire d'Athies-sous-Laon, chargé à la politique de la ville.
6. Mathieu Fraise, maire de Vaucelles-et-Beffecourt, chargé au développement local.
7. Benoît Buvry, maire de Festieux, chargé de l'environnement et de la gestion des déchets.
8. Franck Demazure, maire de Besny-et-Loizy, chargé pour la patinoire et le conservatoire.
9. Yves Robin, maire-adjoint de Laon, chargé au tourisme et équipements culturels.

Ils forment ensemble l'exécutif de l'intercommunalité pour le mandat 2020-2026.

### Liste des présidents
| Période                                  | Période                       | Identité        | Étiquette | Qualité |
| ---------------------------------------- | ----------------------------- | --------------- | --------- | --- |
| Les données manquantes sont à compléter. |                               |                 |           | |
| 2001                                     | septembre 2017,               | Antoine Lefèvre | UMP → LR  | Sénateur de l'Aisne (2008 → ) Maire de Laon (2001 → 2017)                                                                                                   |
| octobre 2017                             | En cours (au 16 juillet 2020) | Éric Delhaye    | UDI       | Directeur général des services techniques de l'agglo du Soissonnais Maire de Laon (2017 → ) Président de Valor'Aisne ( ? → ) Réélu pour le mandat 2020-2026 |

### Compétences
L'intercommunalité exerce les compétences qui lui ont été transférées par les communes membres, dans les conditions fixées par le code général des collectivités territoriales.
On peut signaler entre autres :
- Autorité organisatrice de la mobilité, elle gère le réseau des transports urbains laonnois.

### Régime fiscal et budget
La Communauté de communes est un établissement public de coopération intercommunale à fiscalité propre.
Afin de financer l'exercice de ses compétences, l'intercommunalité perçoit, comme toutes lkes communautés d'agglomération, la fiscalité professionnelle unique (FPU) – qui a succédé à la taxe professionnelle unique (TPU) – et assure une péréquation de ressources entre les communes résidentielles et celles dotées de zones d'activité.

### Logotype

Jusqu'au 31 décembre 2013
Logo depuis le 1er janvier 2014